# Cedre de l'Himàlaia
El Cedre de l'Himàlaia (Cedrus deodara) és una espècie de cedre.
És originari de l'oest de l'Himàlaia, Afganistan, el Pakistan, Índia (Himachal Pradesh, Uttarakhand i Caixmir), Tibet i Nepal, viu a unes altituds de 1.500-3.200 m.
És un gran arbre de fulla persistent que arriba a 40-50 m d'alt i exepcionalment a 60 m. El tronc arriba a tenir 3 metres de diàmetre. Fins que és adult té una capçada cònica.
Les fulles són aciculars de 2.5-5 cm de llarg i a vegades fins a 7 cm, el gruix és d'1 mm. Les pinyes fan de 7 a 13 cm de llarg i de 5 a 9 cm d'ample i es desintegren quan maduren (en 12 mesos) aleshores deixen anar llavors alades. La flor masculina fa de 4 a 6 cm de llarg i deixen anar el seu pol·len a la tardor.
Posseeix un port cònic cònic fins al 40 anys, a partir d'aleshores adquireix un creixement més aviat cilíndric, similar al gènere dels Avets en edta adulta. Pot arribar a viure fins a més de 1.000 anys.

## Etimologia
El nom de l'espècie Deodara deriva del sànscrit devadāru, "fusta divina", compost de deva (déu) i dāru (fusta).

## Conreu i usos
És un arbre de gran importància en la cultura de l'Índia. Està molt estès com a arbre ornamental, també a la ciutat de Barcelona. No suporta temperatures gaire baixes, ja que a uns -25 °C/-30 °C segons la varietat mor (USDA Zone 7a-6b). S'usa en la construcció i en ebenisteria també en aromateràpia.